# Рођаци из Лазина
„Рођаци из Лазина” је југословенска телевизијска серија снимљена 1989. године у продукцији Телевизије Београд.

## Улоге
| Глумац                   | Улога     |
| ------------------------ | --------- |
| Љубиша Самарџић          | Урош      |
| Предраг Лаковић          |           |
| Драган Лаковић           |           |
| Стојан Столе Аранђеловић |           |
| Васја Станковић          | Теодосије |
| Душан Булајић            |           |
| Јован Јанићијевић Бурдуш |           |
| Милан Штрљић             | Новак     |
| Мирко Бабић              |           |
| Миодраг Јуришић          |           |
| Емина Касић              |           |
| Соња Кнежевић            |           |
| Вукосава Лујић           |           |
| Оливера Марковић         |           |
| Изет Мулабеговић         |           |
| Лидија Плетл             |           |
| Фуад Заимовић            |           |

Комплетна ТВ екипа  ▼
| Редитељ              | Милан Кнежевић      |              |
| Сценариста           | Драгана Абрамовић   | (адаптација) |
| Сценариста           | Вук Церовић         |              |
| Директор фотографије | Живота Неимаревић   |              |
| Mонтажер             | Владимир Миленковић |              |
| Сценограф            | Ранко Маскарел      |              |
| Уметнички директор   | Вуко Перовић        |              |
| Костимограф          | Лидија Станковић    |              |
| Одсек за шминку      | Славица Сајкић      | шминкерка    |